# Vermis
De vermis cerebelli (Latijn, lett.: worm van de kleine hersenen), of simpelweg vermis, ligt in het midden van de kleine hersenen in het achterste deel van de hersenen. De belangrijkste functies waarmee de vermis wordt geassocieerd, zijn het houden van het postuur en controleren van beweging.
Laesies in de vermis kunnen leiden tot rompataxie, gekenmerkt door een wijde beenstand en onvaste en waggelende loopgang. Dit is te vergelijken met de loopgang van iemand die onder de invloed van alcohol is.
De vermis ligt in de fossa cranii posterior, een gebied dat tijdens de zwangerschap bij een echo vaak wordt geïnspecteerd om te controleren of er geen misvormingen zijn. Afwijkingen in dit gebied kunnen leiden tot uiteenlopende syndromen, waaronder dat van Dandy-Walker.